# Sterculia subnobilis
Sterculia subnobilis är en malvaväxtart som beskrevs av Hsue. Sterculia subnobilis ingår i släktet Sterculia och familjen malvaväxter. Inga underarter finns listade i Catalogue of Life.